# Yoake Shiro
Yoake Shiro (夜明け城) is een historische shonen manga van Osamu Tezuka. Oorspronkelijk werd hij uitgegeven in de tijdschriften Chugaka Ichinen Course en Chugaka Ninen Course van september 1959 tot en met maart 1961. Hij werd later heruitgegeven door Kodansha.
In maart 2008 bracht Cornélius een Franse versie van deze strip uit. In 2015 werd een Engelstalige digitale editie gepubliceerd door DMP’s Digital Manga Guild.

## Verhaal
In 1594 tijdens de Azuchi-Momoyamaperiode heerst Toyotomi Hideyoshi over Japan. Om zijn rivaal Tokugawa Ieyasu tegen te gaan, gebiedt heer Toyotomi zijn vazal Muneharu Matsunoki om een kasteel in Europese stijl te bouwen. Het toekomstige kasteel krijgt de naam "Kasteel der Dageraad".
Heer Matsunoki schakelt zijn zoon Midorimaru Matsunoki in om hem te helpen bij het geheime project. Midorimaru ontdekt echter dat er reeds een dorp gebouwd is op de locatie van het kasteel. Met behulp van O-Tae, een schoolmeesteres uit het dorp, verzet Midorimaru zich tegen het bouwproject.